# Agrostocrinum
Agrostocrinum – rodzaj roślin z rodziny złotogłowowatych (Asphodelaceae). Obejmuje dwa gatunki występujące w południowo-wschodniej Australii. 

## Systematyka
Rodzaj z podrodziny liliowcowych (Hemerocallidoideae) z rodziny złotogłowowatych (Asphodelaceae). We wcześniejszych ujęciach zaliczany do rodziny żółtakowatych (Xanthorrhoeaceae).
Wykaz gatunków
- Agrostocrinum hirsutum (Lindl.) Keighery
- Agrostocrinum scabrum (R.Br.) Baill.